# Jenišovice (ort i Tjeckien, lat 50,63, long 15,14)
Jenišovice är en ort i Tjeckien. Den ligger i den norra delen av landet, 80 km nordost om huvudstaden Prag. Jenišovice ligger 381 meter över havet och antalet invånare är 850.
Terrängen runt Jenišovice är kuperad åt nordost, men åt sydväst är den platt. Runt Jenišovice är det tätbefolkat, med 286 invånare per kvadratkilometer. Närmaste större samhälle är Liberec, 16,5 km norr om Jenišovice. Trakten runt Jenišovice består till största delen av jordbruksmark.